# Polydorus Vergilius
Polydorus Vergilius, geboren Polidoro Virgili (Urbino ca. 1470 – aldaar, 18 april 1555), was een Italiaans diplomaat en historicus die een groot deel van zijn leven in Engeland doorbracht. In het Engels wordt hij afwisselend Polydore, Virgil, Vergil of Vergile genoemd, in andere talen zijn Polydorus en het Italiaanse Polidoro gebruikelijker. Zijn familie was een van vele die bloedbanden veronderstelden met de grote Romeinse dichter Vergilius, maar zijn eigen roem als onderhoudend auteur, onafhankelijk denker en humanist verwierf hij op eigen kracht.

## Biografie
Polydorus kwam uit een familie van academici en geestelijken. Zijn vaders vader was een gevierd astroloog en medicus aan de Universiteit van Parijs, zijn jongere broer zou naam maken als professor filosofie in Padua. Polydorus studeerde in Padua en waarschijnlijk ook Bologna. Eind 1496 werd hij priester gewijd. Hij debuteerde als schrijver op 10 april 1498 met een Liber Proverbiorum (Boek van spreekwoorden), opgedragen aan de hertog van Urbino Guidobaldo da Montefeltro, vermoedelijk zijn werkgever in die tijd. Zijn tweede boek, De Inventoribus Rerum (Over ontdekkingen), verschenen in augustus 1499, is opgedragen aan Ludovicus Odaxius, de leraar van Montefeltro. Deze beide werken bleef hij gedurende zijn leven uitbreiden en worden gezien als zijn voornaamste erfenis.
Voor het einde van de eeuw werd hij kamerheer van paus Alexander VI in Rome. Zijn boeken moeten de aandacht getrokken hebben van kardinaal Adrian de Castello, voor wie hij in 1501 naar Engeland reisde om te dienen als ontvanger van de Petruspenning. In oktober 1504 werd hij als vertegenwoordiger van de kardinaal benoemd tot bisschop van Bath en Wells. In 1508 werd hij aartsdiaken van Wells en in 1513 ontvanger van de prebende van Oxgate in St Paul's, functies die hij behield toen hij aan het eind van zijn leven naar Urbino terugkeerde.
Op instigatie van koning Hendrik VII van Engeland begon hij vermoedelijk al in 1505 aan zijn omvangrijke werk Historia Anglica (Geschiedenis van Engeland), dat pas gereed zou komen in augustus 1533, toen hij het opdroeg aan Hendrik VIII. Deze volgde zijn vader op in 1509. Polydorus werd enige tijd na de troonswisseling als hofhistoricus ingehuurd door Hendrik VIII, die zich onafhankelijker wilde maken van zijn vader. De rapportages van Polydorus over de vroege Tudordynastie zijn daarom niet altijd even betrouwbaar, met name in de berichtgeving over Hendrik VII, maar omdat Polydorus een van de weinigen was die Hendrik VIII nabij konden komen, is zijn werk van blijvende waarde.
In 1514 raakten Polydorus en zijn beschermheer de kardinaal uit de gunst bij Hendriks ambitieuze aalmoezenier Thomas Wolsey. Toen in het voorjaar van 1515 een brief werd onderschept waarin hij zich minder vleiend uitliet over Wolsey en de koning, werd hij gevangengezet in de Tower. Mede op voorspraak van paus Leo X werd hij kort voor Kerstmis vrijgelaten, maar zijn positie van penningontvanger was hij kwijt.
In 1525 verscheen zijn bewerking van De Excidio et Conquestu Britanniae (Over de verwoesting en verovering van Brittannië), een werk van de 6e-eeuwse Britse geestelijke Gildas. Zijn vrienden Robert Ridley en bisschop Cuthbert Tunstall hielpen met de redactie om de tekst duidelijker en minder hoogdravend te maken en enkele antiklerikale passages te schrappen. Hoewel dus enigszins verminkt, toont de uitgave een belangstelling voor auteurs uit de periode na het Romeinse Rijk die nieuw was.
Onder zijn Engelse vrienden rekende hij William Warham, Thomas More, Desiderius Erasmus, Thomas Linacre en andere vooraanstaande geleerden. Erasmus introduceerde hem bij Johannes Froben, zijn drukker in Bazel, om zijn werk meer Europese verspreiding te geven. In 1534 werd de eerste druk van de Historia Anglica verzorgd door Froben.
Omstreeks 1538 keerde hij voor een langere periode terug naar Italië. In 1551 keerde hij definitief terug. Vier jaar later overleed hij op ongeveer 85-jarige leeftijd in zijn geboortestad.

### Adagia
Het Liber Proverbiorum uit 1498 werd later herdrukt als Adagia sacra & profana. De Adagia van Erasmus verscheen in 1500. De tijdelijke onduidelijkheid wie de term "adagia" het eerst gebruikte voor zijn verzameling spreuken, legde de basis voor een levenslange vriendschap. Erasmus had de primeur van de bewoording, maar de eerste gedrukte verzameling van Latijnse spreekwoorden is die van Polydorus. Het boek werd het eerst gedrukt in Venetië door Christophorus de Pensis (Christoforo de' Pensi, fl. 1487-1506).

### De Inventoribus
Zijn vernieuwende werk over de oorsprong van alle menselijke aangelegenheden was een echt succesboek. De eerste versie, geschreven in drie maanden tijd in 1499, werd uitgegeven in drie boekbanden; in 1521 was het werk uitgegroeid tot acht boeken. Het geheel werd vertaald in het Frans (1521), Duits (1537), Engels (1546) en Spaans (1551). In het eerste hoofdstuk behandelt hij zaken als de herkomst van het woord "god", het ontstaan van godsdienst, de schepping en het huwelijk. Alle versies, behalve een gereviseerde tekst die paus Gregorius XIII in 1576 goedkeurde, staan op de Index librorum prohibitorum.

### Anglica Historia
De eerste druk van Polydorus' geschiedschrijving van Engeland in 1534 was geïllustreerd met prenten van de Bazelse drukkerij van Johannes Bebel. In 1546 en 1555 verschenen door Polydorus herziene versies. Dit werk, met name waar het de Rozenoorlogen en de eerste twee koningen van de Tudordynastie betreft, lag via Edward Hall en Raphael Holinshed aan de basis van veel historische stukken van William Shakespeare. Zijn beheersing van het Latijn blijkt onder meer de speelse openingszin:
Britannia omnis... diuiditur in partes quatuor: quarum unam incolunt Angli, aliam Scoti, tertiam Vualli, quartam Cornubienses. Hi omnes uel lingua; uel moribus seu institutis inter se differunt.
Het geheel van Brittannië is verdeeld in vieren, waarvan het ene wordt bewoond door de Engelsen, het andere door de Schotten, het derde door de Welsh en het vierde door de Cornish. Zij verschillen in taal, in gewoontes en in wetten.
Het is een knipoog naar de eerste regel van Caesars Commentarii de bello Gallico.

### Andere werken
- Liber de Prodigiis (1526), opgedragen aan de nieuwe hertog van Urbino Francesco Maria della Rovere
- In dominicam precem commentariolum (Bazel, 1528), een commentaar op het Onzevader
- Regis et monachi comparatio (Parijs, 1530), over het werk van de kerkvader Johannes Chrysostomus, geschreven op aanraden van Erasmus
- De patientia et eius fructu, De vita perfecta en De veritate et mendacio (Bazel, 1545), drie dialogen over geduld, het juiste leven, waarheid en leugen
- De Iureiurando et periurio (Bazel, 1553), dialoog over het zweren van een eed en meineed, opgedragen aan de hertog van Northumberland

- Bibsys: 90904726
- Biblioteca Nacional de España: XX1307662
- Bibliothèque nationale de France: cb12215386k (data)
- CiNii: DA03106030
- Digitale Bibliotheek voor de Nederlandse Letteren: virg001
- Gemeinsame Normdatei: 119156121
- International Standard Name Identifier: 0000 0001 2102 9644
- Library of Congress Control Number: n50014328
- Nationale Bibliotheek van Tsjechië: jn20011024257
- Nationale bibliotheek van Australië: 35862262
- Nationale Bibliotheek van Israël: 987007269606705171
- Nationale en Universitaire bibliotheek Zagreb: 000085158
- Nederlandse Thesaurus van Auteursnamen: 069629145
- Réseau des bibliothèques de Suisse occidentale: 02-A003937914
- Istituto Centrale per il Catalogo Unico: SBLV095003
- LIBRIS: 278820
- SNAC: w64t9gmm
- Système universitaire de documentation: 030814332
- Trove: 1120925
- Virtual International Authority File: 89468390
- WorldCat: E39PBJmTvJ9yX36MgmYb7vJJjC